# Chiesa di Sant'Antonio Abate (Alberese)
La chiesa di Sant'Antonio Abate si trova presso la villa granducale di Alberese, nel comune di Grosseto. La chiesa viene aperta al pubblico soltanto per poco tempo, la mattina della domenica delle Palme, per la benedizione degli ulivi che precede la processione diretta alla vicina chiesa parrocchiale.

## Storia
La chiesa, originariamente dedicata ad altri santi, fu fatta costruire nel 1587.
La realizzazione di questo edificio religioso si rese necessaria a seguito del definitivo abbandono della non lontana Abbazia di San Rabano sui monti dell'Uccellina, che determinò la temporanea assenza di chiese nella zona. Tuttavia, già nel corso del Seicento l'edificio religioso fu abbandonato e andò incontro ad un conseguente degrado.
In epoca settecentesca l'intero complesso dell'Alberese passò ai Granduchi di Toscana che iniziarono i lavori di ristrutturazione, sia della chiesa che della villa attigua che divenne una loro residenza rurale.
Durante i lavori di restauro vi furono collocati due pregevoli dipinti di Giuseppe Nicola Nasini, che furono trasferiti durante il secolo scorso, prima nella nuova chiesa di Santa Maria e successivamente all'interno della villa Granducale.

## Descrizione

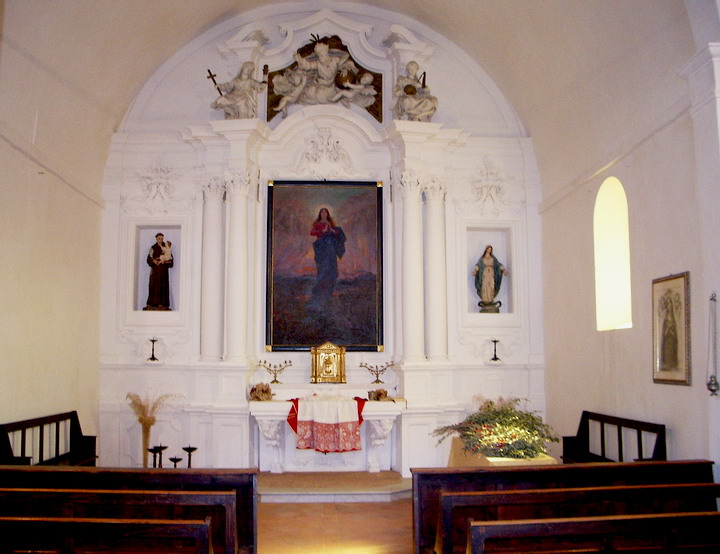
L'interno della chiesa.

La chiesa di Sant'Antonio Abate risulta incorporata tra la villa Granducale ed altri edifici che, nell'insieme del complesso, si dispongono ad L rispetto all'edificio religioso.
L'edificio religioso presenta strutture murarie esterne rivestite in intonaco, con il campanile che si innalza sul retro della chiesa, mantenendo la medesima semplicità stilistica.
Sulla facciata principale si apre il portale d'ingresso, sopra il quale (centralmente e sul lato sinistro) sono collocate due epigrafi; quella centrale è sovrastata da una finestra di forma quadrangolare, che dà luce alla parte interna, dove è collocata presso il soppalco; la parete destra riceve luce tramite monofora.
L'interno, molto sobrio, presenta un altare finemente decorato in stile tardorinascimentale e barocco, con la controparete che accoglie una tela, due statue lignee e un gruppo scultoreo in marmo; molto pregevoli sono i capitelli che sormontano le colonne e le decorazioni che ornano le nicchie e la teca.